# But (laboratoire)
Pour les articles homonymes, voir But (homonymie).
En chimie expérimentale, le but est l'objectif que l'on cherche à atteindre, en respectant les règles élémentaires de sécurité, lors d'une synthèse, d'une analyse ou d'une expérimentation en général. Il constitue le fil conducteur de la manipulation.
À la rédaction comme à l'oral, il est bref — deux lignes au plus dans la majorité des cas — et introduit un verbe d'action. En général, il regroupe le travail effectué, ainsi que la méthode.

## Exemples
- Déterminer, par titrage, la concentration de l'acide chlorhydrique.
- Plusieurs analyses d'un produit sont à réaliser (dans un délai donné) : il faut d'abord les hiérarchiser (ex. : lancer en premier l'analyse la plus longue) et s'organiser en conséquence (ex. : pour l'analyse considérée, mettre en premier en chauffe le bain de sable, un appareil long à chauffer).
- Formuler un adhésif suivant le cahier des charges no lambda d'un client.